# École d'ingénieurs des sciences aérospatiales
 (février 2020).
L'École d'ingénieurs des sciences aérospatiales, ou ELISA Aerospace, est l'une des 204 écoles d'ingénieurs françaises accréditées au 1er septembre 2020 à délivrer un diplôme d'ingénieur. Il y a deux campus : à Saint-Quentin (Aisne) et à Saint-Jean-d'Illac (dans l'agglomération bordelaise).

## Historique
L'école est fondée en 2009. Elle est habilitée par la CTI en 2015[réf. nécessaire]. Elle est reconnue par l'État en 2016. En 2018, elle obtient le label européen EUR-ACE. En 2020, elle signe une convention de partenariat avec le Groupe ISAE.
Depuis le 1er décembre 2021, l'école est membre de l'Union des grandes écoles indépendantes.

## Admission
L'école recrute au niveau bac+2 (cycle ingénieur) des élèves issus de :
- CPGE (Classes préparatoires aux grandes écoles) via le concours e3a et la banque PT[7] ;
- l’admission parallèle (licence, master...) sur concours spécifique[8].

L'école recrute aussi :
- au niveau bac, pour une formation en prépa intégrée, des élèves issus du concours Puissance Alpha (Bac S et STI2D)[9],[10] ;
- en admission parallèle (licence, CPGE1...) sur concours spécifique[8] ;
- dès la rentrée 2022, sur une formation de type bachelor, toujours via le concours Puissance Alpha (Bac S, STI2D ou jusqu'à bac+2 avec un titulaire d'un bac S)[11].

## Formations délivrées

### Formation continue
La formation depuis le cycle préparatoire intégré se déroule sur neuf semestres de cours : quatre sur les deux années de cycle préparatoire et cinq sur les trois années de cycle ingénieur. De plus, un total de 48 semaines de stage, réparties sur l'ensemble de la formation sur cinq ans, est imposé à l'ensemble des élèves.

#### Cycle préparatoire intégré
Les deux années de cycle préparatoire nommées respectivement Elisa 1 et Elisa 2, scindées en 4 semestres, sont consacrées à l'apprentissage des connaissances fondamentales permettant d'aborder le cycle ingénieur. Les différentes notions abordées sont réparties selon cinq thématiques : les Sciences de Base, les SES/LV , les Systèmes Embarqués, l'Aéronautique et Espace ainsi que Mécanique et Structures.
Un stage de « découverte de l'entreprise » d'une durée de quatre à huit semaines est à réaliser durant le cycle préparatoire.

#### Cycle ingénieur
Après poursuite depuis le cycle préparatoire intégré, ou via une admission CPGE ou parallèle, les élèves débutent en Elisa 3 via un semestre de tronc commun (semestre 5). En fin de celui-ci, les élèves choisissent leur option qui les accompagnera sur le reste de leur scolarité.
Trois options sont actuellement disponibles :
- Ingénierie des Systèmes Aéronautiques (ISA) ;
- Ingénierie des Missiles et Systèmes Spatiaux (IMSS) ;
- Ingénierie des Systèmes Complexes et Coopératifs (IS2C).

Le semestre 6 qui conclut la troisième année reste majoritairement en tronc commun, avec quelques modules de spécialités en fonction de l'option choisie.
Le passage en Elisa 4 suit le même schéma, avec un premier semestre de tronc commun (semestre 7) puis un second incluant une part plus important de modules dédiés à la spécialité (semestre 8). L'année se finit par un stage « ingénieur » obligatoire d'une durée minimale de 20 semaine, typiquement débuté à partir du mois d'avril.
La dernière année, nommée logiquement Elisa 5, marque un changement car uniquement constituée d'un unique semestre de cours (semestre 9) qui est principalement constitué de modules autour de l'option. De plus, comme en Elisa 4, la fin de l'année scolaire se conclut par un départ en stage de fin d'étude d'une durée de 24 semaines, typiquement débuté à partir du mois de mars.

### Formation Bachelor
La formation est prévue de se dérouler en 3 années sur 4 semestres de cours. La première et deuxième année seront orientées tronc commun, puis la troisième année sera à réaliser en alternance pour un total de 18 semaines en entreprise.
Trois options seront disponibles au choix en troisième année :
- Usine 4.0 ;
- Produits et Procédés ;
- Système embarqués et robotique.

## Parcours et enseignements
La formation proposée a les caractéristiques suivantes d'après la CTI :
| Intitulé du diplôme d'ingénieur                                      | Type                                    | Accréditation | Label   |
| -------------------------------------------------------------------- | --------------------------------------- | ------------- | ------- |
| Ingénieur diplômé de l’École d'ingénieurs des sciences aérospatiales | Formation initiale sous statut étudiant | Maximale      | EUR-ACE |